# Monjayaki

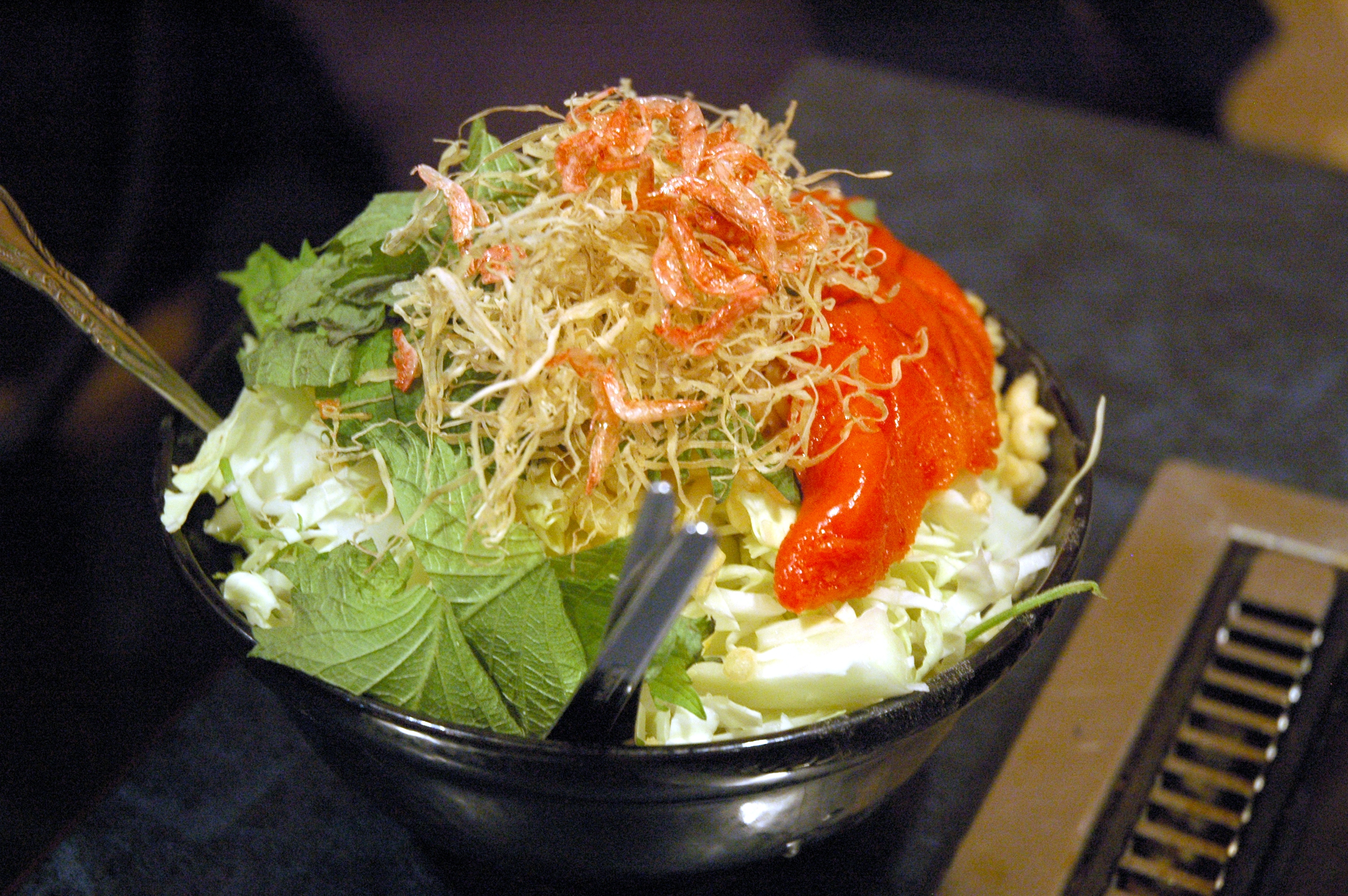
Ingrédients du monjayaki.

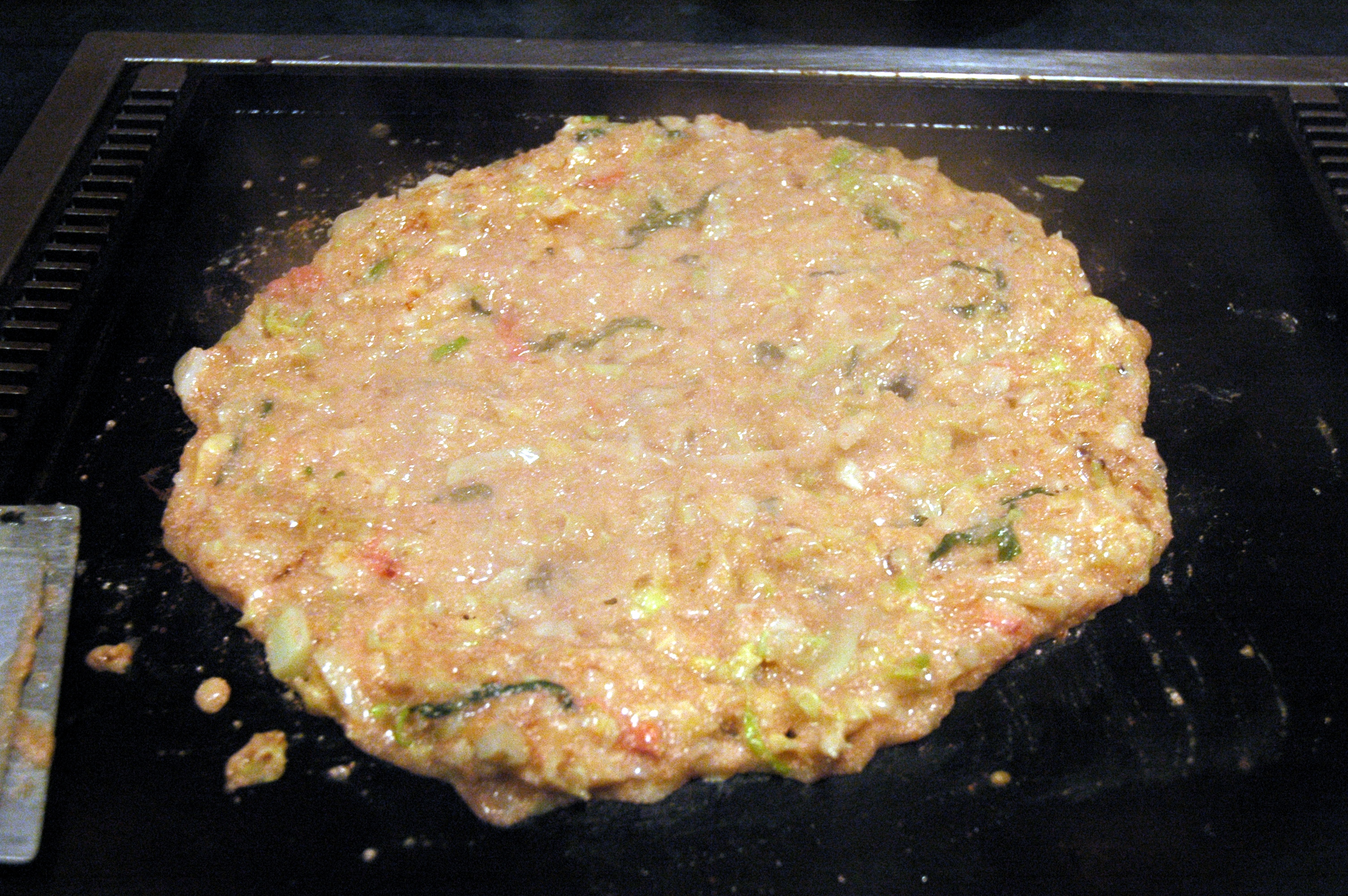
Monjayaki en cours de cuisson.

Le monjayaki (もんじゃ焼き, abrégé monja), est un plat japonais typique de la région du Kantō en général et de Tokyo en particulier, notamment de Tsuki-shima.
C'est une variante de l'okonomiyaki,, plus liquide.